# El octavo mandamiento
Az El octavo mandamiento (A nyolcadik parancsolat) egy mexikói telenovella a Cadena Tres-Argostól. Főszereplői: Saúl Lisazo, Sara Maldonado, Leticia Huijara és Arap Bethke. A sorozat Magyarországon még nem került adásba.

## Történet
|  | Alább a cselekmény részletei következnek! |

Camila élete megváltozott, amikor a 2001. szeptember 11-i New York-i  World Trade Center elleni támadás során elveszítette édesanyját. 10 évvel később, New Yorkban Camila találkozik az addig halottnak hitt édesanyjával. Isabel a robbanás miatt megsérült és elveszítette memóriáját. Egy fiatal bevándorló, Pablo mentette ki őt a romok alól. Isabel Guadalupe néven Pablo felesége lett és azóta együtt nevelik Andrést. Julián, Camila édesapja tíz évi gyász után újra megházasodott. Diego, Camila bátyja, akit a legjobban megviselt édesanyja halála felszínes barátságokat kötött az egyetemen. Julia, Camila húga bizonytalan, de szórakoztató nő lett és tv-műsorvezetőként dolgozik. Isabelt Camila meggyőzi, hogy térjen vissza vele Mexikóba. Isabel hazatérése igazi érzelmi vihart okoz a családban.
A történet azonban nem csak egy család drámája, hanem egy politikai thriller is. Isabel tíz évvel ezelőtti korrupciós ügyben nyomozott, melynek megoldására most nyílik lehetőség. Camila, aki szülei nyomdokába lépve újságíró lett, hivatásának megszállottja és legfőbb célja, hogy feltárja az igazságot a nyilvánosság számára.
|  | Itt a vége a cselekmény részletezésének! |

## Szereplők

### Főszereplők
| Színész(nő)           | Szerep                           | Megjegyzés                                                                |
| --------------------- | -------------------------------- | ------------------------------------------------------------------------- |
| Saúl Lisazo           | Julián San Millán                | Újságíró, a 'Tiempo' tulajdonosa; Diego, Camila, Julia és Andrés édesapja |
| Sara Maldonado        | Camila San Millán                | Fotóriporter, Isabel és Julián lánya                                      |
| Leticia Huijara       | Isabel de San Millán / Guadalupe | Fotóriporter, Diego, Camila, Julia és Andrés édesanyja                    |
| Erik Hayser           | Diego San Millán                 | Isabel és Julián fia                                                      |
| Ximena González-Rubio | Sofía Rocha                      | Julián 2. felesége                                                        |
| Alejandra Ambrosi     | Julia San Millán                 | Tv-műsorvezető, Isabel és Julián lánya                                    |
| Arap Bethke           | Iván Acosta                      | Újságíró, a 'Tiempo' szerkesztője                                         |
| Marco Pérez           | Mauricio Álvarez                 | Ignacio titkára                                                           |
| Néstor Rodulfo        | Pablo Ortíz                      | Isabel/Guadalupe férje                                                    |
| Claudia Ríos          | María                            | Újságíró a 'Tiempo'-nál, Isabel barátnője                                 |
| Mario Loria           | Facundo Ramírez                  | Újságíró a 'Tiempo'-nál                                                   |
| Tamara Mazarrasa      | Renata                           | Diego menyasszonya                                                        |
| René García           | Augusto Medina                   | Újságíró a 'Tiempo'-nál                                                   |
| Constantino Costas    | Ignacio Vargas Salcedo           | Ügyvéd                                                                    |
| Anilú Pardo           | Anastasia                        | TV-műsorvezető, Julia főnöke                                              |

### Vendég- és mellékszereplők
| Színész(nő)               | Szerep                        | Megjegyzés                             |
| ------------------------- | ----------------------------- | -------------------------------------- |
| Carlos Hays               | Diego San Millán (fiatal)     | Isabel és Julián fia                   |
| Dianella                  | Julia San Millán (fiatal)     | Isabel és Julián lánya                 |
| Ximena Quiroz             | Camila San Millán (fiatal)    | Isabel és Julián lánya                 |
| Alberto Zeni              | Marcelo                       |                                        |
| Aldo Gallardo             | Ezequiel Cruz                 | Újságíró a 'Tiempo'-nál                |
| Alejandra Mancilla        |                               |                                        |
| Alejandro Caso            | Asensio 'El Culiacán' Frías   | Drogkereskedő                          |
| Alfonso Giraud            |                               |                                        |
| Ana María Escalante       |                               |                                        |
| Camila Ibarra             | Verónica                      | Ignacio lánya                          |
| Carlos Paz                |                               |                                        |
| Carlos Torrestorija       | Gastón Valderrama             |                                        |
| Claudio Guevara           |                               |                                        |
| Elena Carrasco            | Bárbara                       | Sofía testvére                         |
| Eréndira Ibarra           | Casilda                       |                                        |
| Enrique Singer            | Ricardo Montalbán             |                                        |
| Elizabeth Margain         |                               |                                        |
| Ileana Pereira            |                               | Sofía barátnője                        |
| Iñaki Goci                |                               |                                        |
| Irela de Villers          | Reina Martínez                |                                        |
| Isabella Roch             | Adriana González              |                                        |
| Isi Rojano                |                               |                                        |
| Itahisa Machado           | Yadira Escalante              |                                        |
| Jaime Estrada             |                               |                                        |
| Jorge Nava                |                               |                                        |
| Joseba Iñaki              |                               |                                        |
| José Carlos Montes-Roldán | Bastián                       | Julián barátja                         |
| José Manuel Lechuga       | Alcides                       | Iñaki barátja                          |
| Juan José Pucheta         |                               |                                        |
| Juan Martín Jauregui      |                               |                                        |
| Lourdes Villarreal        | Ángela                        | Isabel édesanyja                       |
| Marco Zetina              |                               |                                        |
| Mónica Huarte             | Olga                          |                                        |
| Natalia Benvenuto         |                               |                                        |
| Norma Pablo               |                               |                                        |
| Onesemio Barajas          |                               |                                        |
| Óscar M. Gómez            |                               |                                        |
| Pablo Astiazaran          | Luis                          |                                        |
| Patricio Sebastián        | Andrés 'Andresito' San Millán | Isabel és Julián fia, Pablo nevelt fia |
| Pedro Hernández           |                               |                                        |
| Raúl Aranda Lee           |                               |                                        |
| Ricardo Gaya              |                               |                                        |
| Rodolfo Ordóñez           |                               |                                        |
| Rosario Zúñiga            | Tania                         | Isabel testvére                        |
| Saturnino Martínez        |                               |                                        |
| Sebastián Riojano         |                               |                                        |
| Shalim Ortiz              | Iñaki Arriaga                 | Színész, Julia barátja                 |
| Teresa Ibarra             |                               |                                        |
| Thanya López              |                               |                                        |
| Tsuria Díaz               | Cecilia                       | Újságíró a 'Tiempo'-nál                |

## Fordítás
- Ez a szócikk részben vagy egészben  az   El octavo mandamiento című spanyol Wikipédia-szócikk fordításán alapul.  Az eredeti cikk szerkesztőit annak laptörténete sorolja fel. Ez a jelzés csupán a megfogalmazás eredetét és a szerzői jogokat jelzi, nem szolgál a cikkben szereplő információk forrásmegjelöléseként.